# Villanueva del Trabuco
Villanueva del Trabuco ist eine Kleinstadt und eine Gemeinde (municipio) mit 5.410 Einwohnern (Stand: 2024) in der Provinz Málaga in der Autonomen Region Andalusien im Süden Spaniens.

## Geographie
Der Ort liegt am Fuß der Sierra Gorda und der Sierra San Jorge und grenzt an die Berge von Málaga. Er grenzt an Alfarnate, Archidona, Loja (Provinz Grenada) und Villanueva del Rosario.

## Geschichte
Gemeinsam mit fünf weiteren Ortschaften in der Provinz, welche den Namen Villanueva in ihrem Titel tragen, wurde Villanueva del Trabuco im 18. Jahrhundert auf Initiative von Karl III. gegründet, um die Gebiete Andalusiens besser zu erschließen. Die örtliche Legende besagt, dass die Stadt nach einem frühen Gewehrtyp namens Trabuco benannt ist, der vor vielen Jahren in der Gegend in Gebrauch war.

## Bevölkerungsentwicklung
| 1877  | 1900  | 1950  | 1980  | 1990  | 2000  | 2010  | 2020  |
| ----- | ----- | ----- | ----- | ----- | ----- | ----- | ----- |
| 1.891 | 2.274 | 4.689 | 2.805 | 4.365 | 4.841 | 5.399 | 5.388 |

## Wirtschaft
In der Gemeinde werden Obst, Gemüse und Zitrusfrüchte angebaut.